# Самоспознаја
Самоспознаја је идеја која се сусреће у филозофији, психологији и мистицизму. У филозофији, самоспознаја често значи спознају своје праве природе. Према Плотину, самоспознаја је спознаја властитог искона.
| „                                | Ко је спознао самога себе, знаће и за своје одакле. | ” |
| — Плотин, Енеаде VI, 9, 7. 33-34 |                                                     |   |

Хришћански оци под познајом подразумевају свест о сопственој пролазности и ништавности изван Бога.
| „                 | Најбоље познаје себе онај ко за себе мисли да је ништа. | ” |
| — Јован Златоусти |                                                         |   |

Самоспознаја је једна од окосница индијске филозофије и религије. У значењу духовног буђења, самоспознаја је типично индијски концепт. Овај концепт се, због сличности у називима, често погрешно узима за значење делфског натписа гноти сеаутон, чија је идеја заправо нема везе са духовним постигнућем.
Постоји више санскритских речи које се односе на самоспознају:
- атмабодха (ātmabodha) - самосвест
- атмагјана (ātmajñāna) - знање о сопству
- атмасидхи (ātmasiddhi) - самоостварење
- атмавада (ātmavāda) - учење о сопству
- свадјаја (svādhyāya) - изучавање сопства, једна је од нијама које Патанђали наводи у Jога сутрама